# آرنو بینار
آرنو بینار (فرانسوی: Arnaud Binard‎؛ زادهٔ ۱۸ ژانویهٔ ۱۹۷۱) بازیگر و تهیه‌کننده فیلم اهل فرانسه است. وی از سال ۱۹۹۵ میلادی تاکنون مشغول فعالیت بوده‌است.
از فیلم‌ها یا برنامه‌های تلویزیونی که وی در آنها نقش داشته‌است، می‌توان به به‌سوی ماجرا، شناسه: ای و بخش تحقیقات اشاره کرد.